# Nereide (okręt)
„Nereide” – nazwa noszona na przestrzeni dziejów przez okręty Regia Marina:
- „Nereide” – okręt podwodny typu Nautilus z okresu I wojny światowej[1]
- „Nereide”(inne języki) – okręt podwodny typu Sirena(inne języki) z okresu międzywojennego i II wojny światowej[2]